# (25143) Итокава
(25143) Итокава (яп. 糸川, англ. Itokawa) — околоземный астероид из группы аполлонов, который характеризуется сильно вытянутой орбитой, из-за которой в процессе своего движения вокруг Солнца он пересекает орбиты Земли и Марса. Он был открыт 26 сентября 1998 года в рамках программы LINEAR в обсерватории Сокорро и назван в честь основателя японской космической программы профессора Хидэо Итокавы. Данный астероид интересен прежде всего тем, что он был выбран объектом исследования зонда «Хаябуса» и стал первым астероидом, с которого на Землю были доставлены образцы грунта.
- Орбита астероида Итокава и его положение в Солнечной системе

## Размеры и поверхность
Итокава относится к астероидам класса S(IV). Длина астероида составляет 535 метров, средняя плотность до 2 г/см³. Астероид вращается вокруг оси с периодом около половины земных суток.
Итокава имеет неправильную форму, его можно рассматривать как состоящий из меньшей части («головы») и большей («тела»). По внешнему виду астероид сильно отличается от других изученных астероидов. Его поверхность можно разделить на 2 типа ландшафта: пересечённую местность, покрытую большим количеством камней и валунов, и ровные реголитовые равнины у «перешейка». К последним относятся море Муз и местность Сагамихара, на оставшейся части астероида преобладает каменистый ландшафт.
На Итокаве обнаружено более десятка ярко выраженных ударных структур круговой формы. Одной из крупнейших является Малая Вумера диаметром около 50 метров. Большинство кратеров малого размера заполнены пылью и по внешнему виду напоминают «пруды», обнаруженные на поверхности Эроса. Главной особенностью Итокавы является наличие очень большого количества камней и валунов. Всего было выявлено более 1000 валунов размерами больше 5 метров, а максимальный размер некоторых глыб достигает ~50 метров.

## Высадка на поверхность
В 2000 году астероид был выбран в качестве цели миссии «Хаябусы». Зонд оказался вблизи Итокавы 12 сентября 2005 года и первоначально «припарковался» на расстоянии 20 км, а затем и в 7 км от астероида (гравитация Итокавы была слишком слаба, чтобы удержаться на его орбите, поэтому корабль скорректировал свою орбиту вокруг Солнца, пока она не совпадёт с орбитой астероида). «Хаябуса» совершил посадку на астероид 20 ноября и оставался на поверхности в течение тридцати минут, но устройство, предназначенное для сбора образцов грунта, не сработало. 25 ноября, после второй посадки была предпринята вторая попытка сбора проб. Капсула с образцом была возвращена на Землю и приземлилась на австралийском испытательном полигоне Вумера 13 июня 2010 года, около 13:51 UTC. 16 ноября 2010 года Японское агентство аэрокосмических исследований сообщило, что пыль, собранная во время миссии «Хаябусы», действительно от астероида.

## Анализ частиц
26 августа 2011 года в журнале Science вышли шесть статей, содержащие выводы, основанные на анализе пыли, которую «Хаябуса» собрал с поверхности Итокавы. Учёные предположили, что Итокава был, вероятно, фрагментом из глубины большего астероида, который распался. Пыль, собранная с поверхности астероида, как полагают, пролежала там около восьми миллионов лет.
Учёные использовали разнообразные методы химии и минералогии для анализа пыли с Итокавы. Итокава был определён, в соответствии с распространённой классификацией, как тип астероидов, известных как «с низким содержанием общего железа, обычные хондриты с низким содержанием металлов». Другая группа учёных установила, что тёмный цвет железа на поверхности Итокавы является результатом воздействия микрометеоритов и высокоскоростных частиц, исходящих от Солнца.
4 марта 2021 года в журнале Scientific Reports вышла статья, согласно которой в частицах собранной пыли были найдены органические вещества внеземного происхождения.